# Zuzana Benešová
Zuzana Benešová (* 21. března 1988, Český Krumlov) je česká muzikálová a operetní zpěvačka. Zpěv studovala nejdříve na konzervatoři v Českých Budějovicích, poté přešla do Prahy, kde se věnuje studiu operního zpěvu na HAMU.
Muzikálovou kariéru odstartovala v roce 2009 v titulní roli muzikálu Romeo a Julie inscenovaném na zámku Hluboká. O rok později v pražském divadle Hybernia ztvárnila roli Patricie v muzikálu Baron Prášil. Na Hluboké se objevila také v muzikálech Jedna noc na Karlštejně a Casanova.
Jejími nejoblíbenějšími žánry jsou ale opereta a klasický muzikál.[zdroj⁠?!] Ztvárnila hlavní roli v klasické operetě Mam'zelle Nitouche v Hudebním divadle Karlín. Vystupovala i v hlavní ženské roli v muzikálu Jerryho Bocka She Loves Me, který uvedlo divadlo F. X. Šaldy v Liberci.
Přes své tíhnutí ke klasickým žánrům se ale objevuje také jako vokalistka po boku popových zpěváků jako Petr Muk, Janek Ledecký nebo Petr Kolář.